# Nymphalis vaualbum

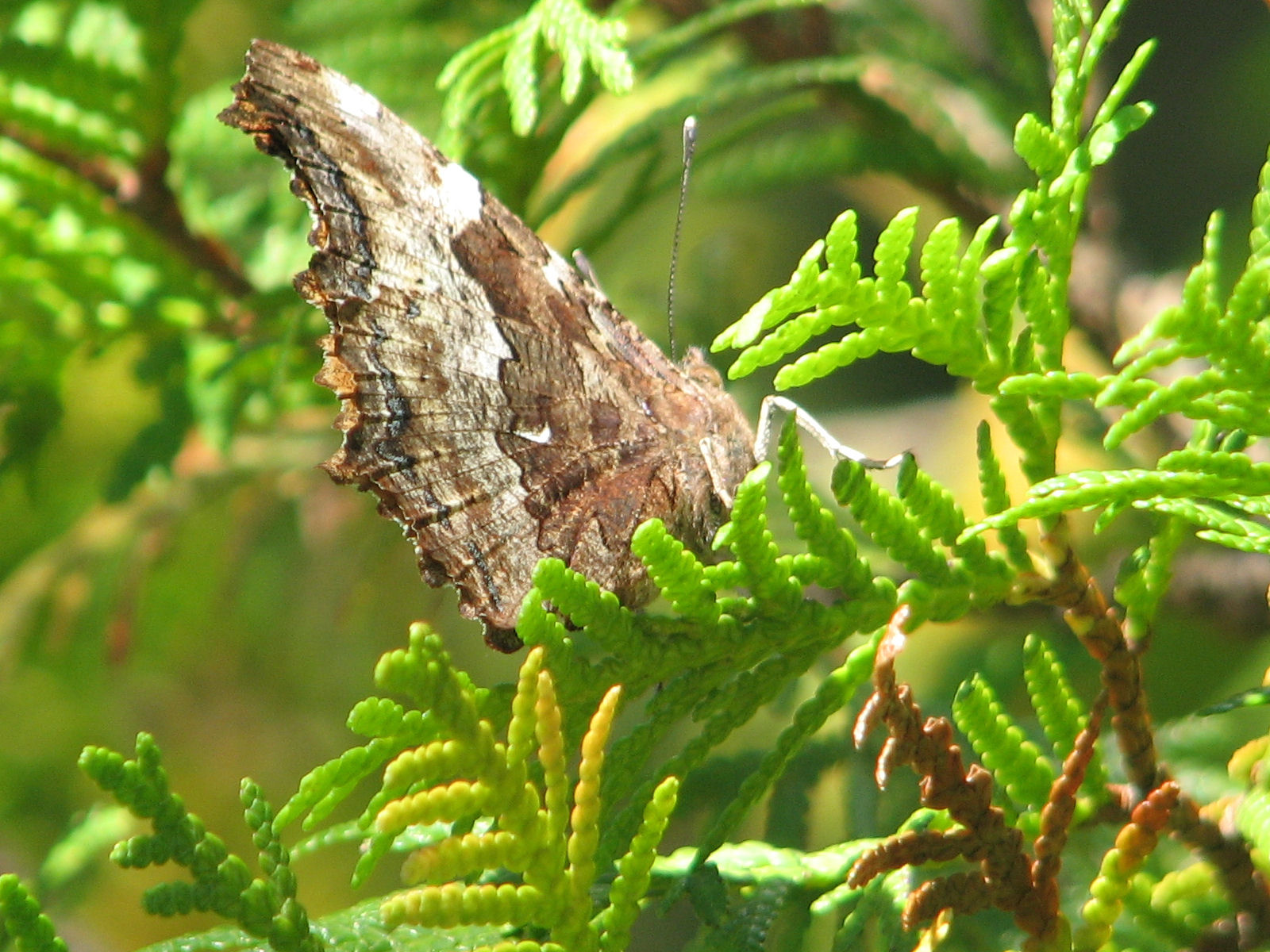
Unterseite

Nymphalis vaualbum (Syn.: Nymphalis l-album), auch Weißes L genannt,  ist ein Schmetterling (Tagfalter) aus der Familie der Edelfalter (Nymphalidae).

## Beschreibung

### Falter
Die Falter erreichen eine Flügelspannweite von 50 bis 58 Millimetern. Sie haben eine orangebraune bis gelbbraune Grundfärbung. Auf den Vorderflügeln befinden sich mehrere unterschiedlich große schwarze Flecke. Nahe dem Apex hebt sich ein weißlicher Fleck ab. Der Außenrand ist dunkel und stark gezackt. Die Hinterflügel zeigen einen markanten weißen Fleck in der Mitte des Vorderrandes und haben einen ebenfalls stark gezackten Außenrand. Ein weiteres typisches Merkmal ist ein weißes Zeichen in Form des Buchstaben L auf der hellbraunen Hinterflügelrückseite, weshalb die Art gelegentlich auch als „Weißes L“ bezeichnet wird. Dieser Name wird jedoch vorzugsweise für den Eulenfalter Mythimna l-album  verwendet.

### Raupe, Puppe
Die Raupen sind braun oder dunkel blaugrau gefärbt, haben gelbliche, stachelige Erhebungen sowie einen breiten gelben, dunkel geteilten Seitenstreifen. Die Puppe hat eine ockergelbe oder braungraue Farbe, eine auffällige Spitze und zeigt einige silbern schillernde Flecke.

### Ähnliche Arten
Die Falter ähneln dem Großen Fuchs (Nymphalis polychloros), dem Östlichen Großen Fuchs (Nymphalis xanthomelas) sowie dem Kleinen Fuchs (Aglais urticae). Allen vorgenannten Arten fehlt jedoch der markante weiße Fleck auf der Oberseite der Hinterflügel sowie das weiße L auf der Hinterflügelrückseite.

## Verbreitung und Vorkommen
Das Verbreitungsgebiet der Art umfasst Osteuropa, Rumänien, die Ukraine, den Süden Russlands bis zu den Gebieten westlich des Urals, den südlichen Teil Sibiriens bis zum Himalaya sowie Japan. Außerdem gibt es ein Vorkommen in Nordamerika vom Süden Alaskas bis Maryland. Einzelfunde wurden auch aus Kalifornien und Florida gemeldet. Die Tiere sind in erster Linie Waldbewohner. Es existieren ähnlich wie bei Nymphalis xanthomelas einige ältere Nachweise für Ostösterreich, etwa Niederösterreich, Wien und Umgebung.

## Lebensweise
Die Falter fliegen in einer Generation von Juni bis in den Spätsommer, überwintern und fliegen wieder vom zeitigen Frühjahr bis zum Juni des folgenden Jahres. Die Raupen leben gesellig an Weiden- (Salix), Ulmen- (Ulmus)- und Birkenarten (Betula) sowie an Zitterpappeln (Populus tremulae). Zur Entwicklung benötigen die Tiere in der Regel kalte Winter, weshalb sie auch in gemäßigten Zonen kaum anzutreffen sind.

## Gefährdung und Schutz
Nymphalis vaualbum ist in Deutschland nicht heimisch und tritt nur sehr selten als Wanderfalter auf. Im deutschsprachigen Raum sind Einzelbeobachtungen aus Niederösterreich bekannt.
In der Roten Liste Österreichs wird die Art als „vom Aussterben bedroht“ (CR) eingestuft.
Die Art steht europarechtlich unter Schutz und wird in den Anhängen II („Art von gemeinschaftlichem Interesse, für deren Erhaltung besondere Schutzgebiete ausgewiesen werden müssen“) und IV („Streng zu schützende Art von gemeinschaftlichem Interesse“) der Fauna-Flora-Habitat-Richtlinie der EU als prioritäre Art geführt.

## Synonyme
Folgendes Synonym existiert:
- Nymphalis l-album Esper, 1781